# Comuna Seliște, Nisporeni
Comuna Seliște este o comună din raionul Nisporeni, Republica Moldova. Este formată din satele Seliște (sat-reședință) și Păruceni.

## Demografie
Conform datelor recensământului din 2014, comuna are o populație de 2.837 de locuitori. La recensământul din 2004 erau 3.388 de locuitori.

## Administrație și politică
Componența Consiliului local Seliște (13 consilieri), ales la 5 noiembrie 2023, este următoarea:
|  | Partid                            | Consilieri | Componență | Componență | Componență | Componență | Componență | Componență | Componență | Componență |
|  | --------------------------------- | ---------- | ---------- | ---------- | ---------- | ---------- | ---------- | ---------- | ---------- | ---------- |
|  | Partidul Acțiune și Solidaritate  | 8          |            |            |            |            |            |            |            |            |
|  | Partidul Schimbării               | 4          |            |            |            |            |            |            |            |            |
|  | Partidul Social Democrat European | 1          |            |            |            |            |            |            |            |            |